# Renaud Ier Mazoir

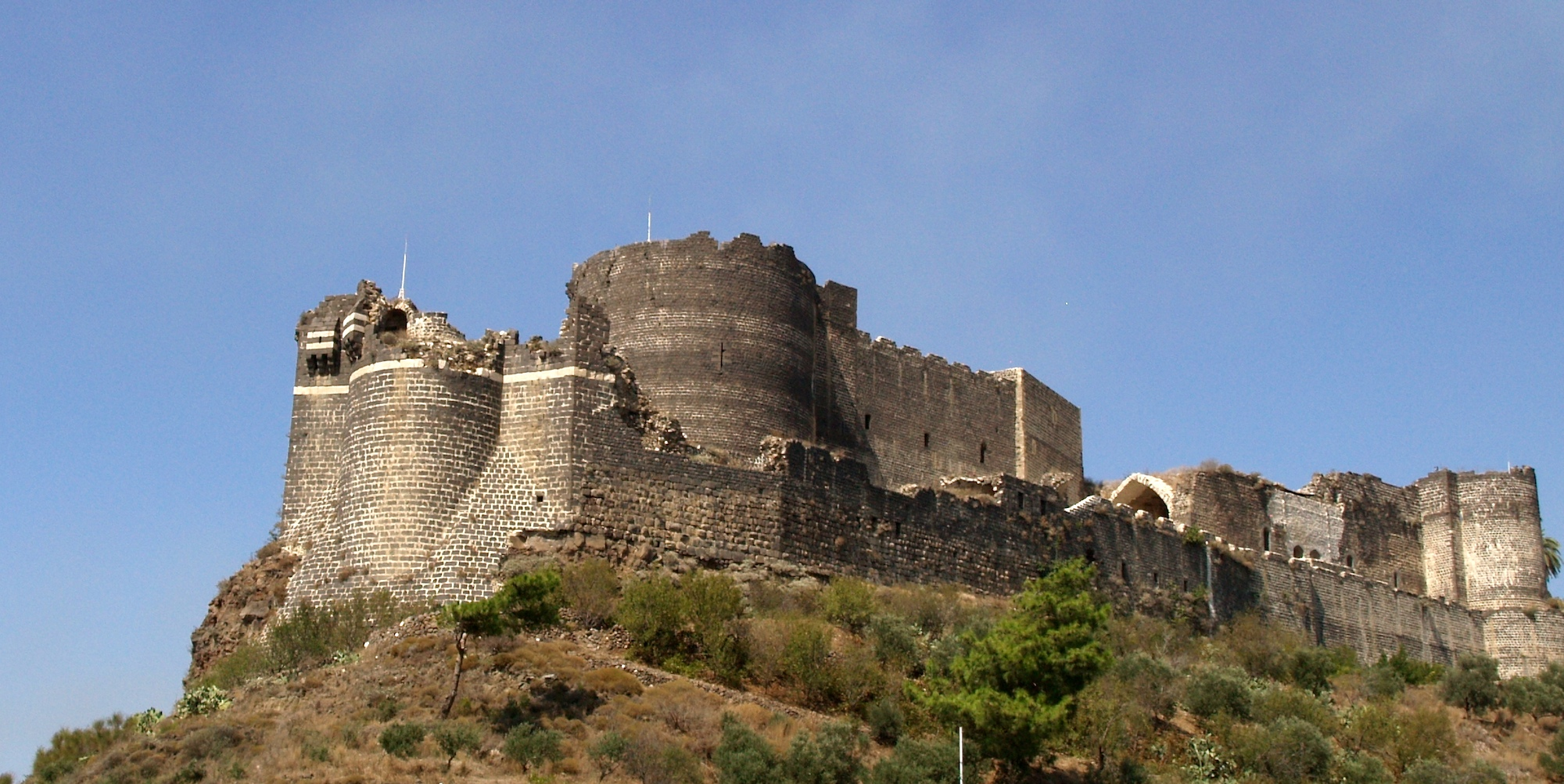
Vue des ruines de la forteresse de Margat (Syrie).

Renaud Mazoir est un chevalier franc qui fut dans les États latins d'Orient le seigneur de Margat et le connétable de la principauté d'Antioche de 1101 à 1134.
Fils d'un certain Renaud, Renaud Mazoir était d'après Gautier le Chancelier, « d'illustre naissance, puissant en biens, d'un grand esprit et courageux de sa personne ».
Selon Guillaume de Tyr, il fut de ceux qui furent capturés par les Turcs en 1119 à Tel-Aqibrin, où le prince Roger d'Antioche fut tué, lors de la bataille du Champ du Sang.
En 1127, Renaud figure, revêtu cette fois de la dignité de connétable, et en tête des seigneurs de la cour de la principauté d'Antioche, dans une charte du prince Bohémond II en faveur des Génois.
En 1131, lors de la rébellion de comte Pons et d'autres nobles contre le nouveau régent d'Antioche Foulques V d'Anjou, il se tient aux côté du second. Dans la traité de paix qui s'ensuit, son fils Renaud II épouse Agnès de Tripoli, fils du comte Pons de Tripoli. De plus, pour sa bonne conduite, le roi Foulques V lui confie la direction du gouvernement d'Antioche en son absence.
En 1133, le château de Margat est pris par les musulmans.
En 1134, il n'est plus connétable d'Antioche et a été remplacé par Gauthier de Sourdeval à cette fonction.
Son fils et successeur, Renaud II Mazoir († 1185/86), seigneur de Margat, épousa Agnès de Tripoli, fille du comte Pons et de la princesse Cécile de France.